# ایستلیکس، نیو ساوت ولز
ایستلیکس (به انگلیسی: Eastlakes) یک حومه شهر در استرالیا است که در نیو ساوت ولز واقع شده‌است.